# Apple I

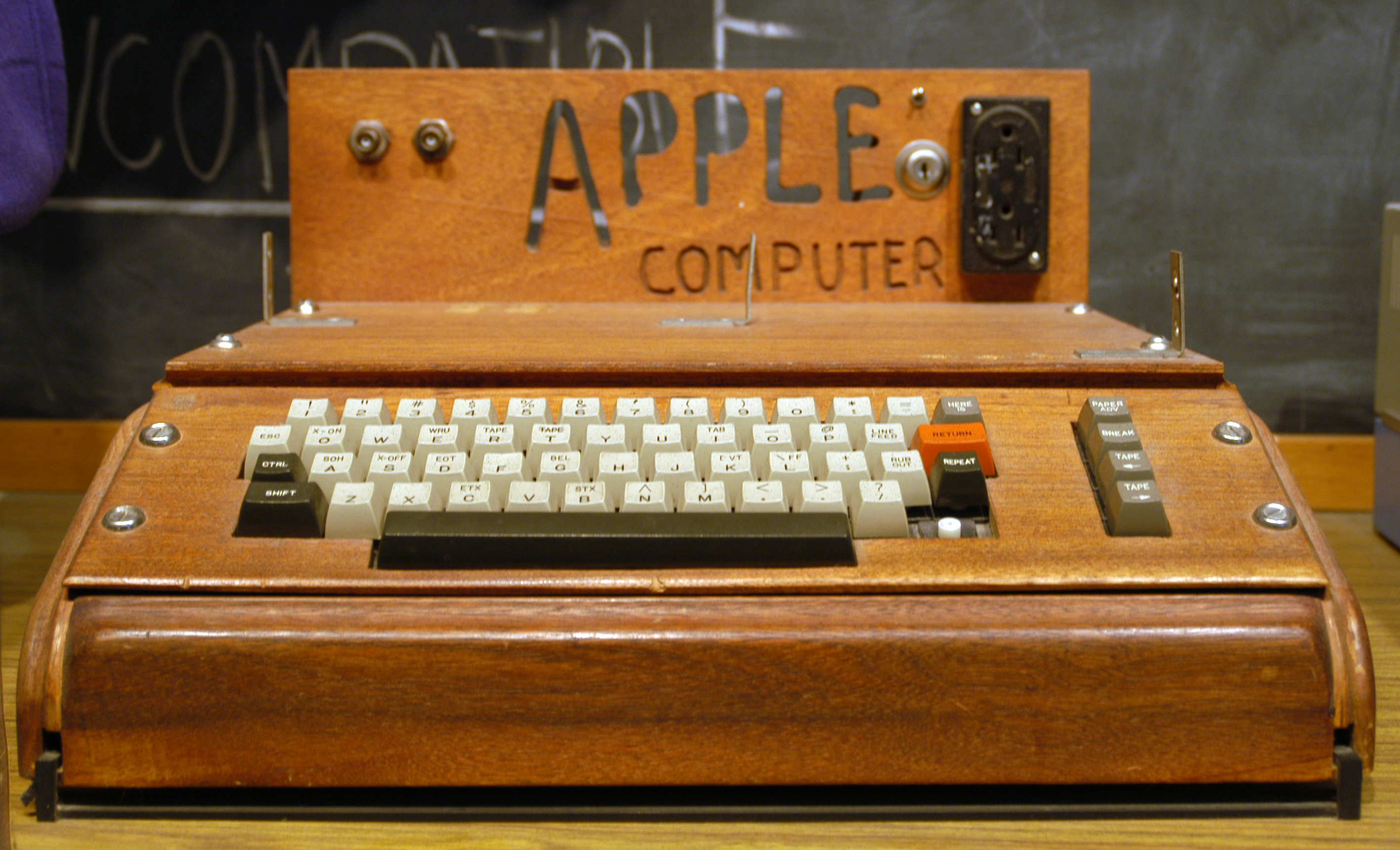
Apple I

Apple Computer 1, cunoscut mai târziu ca Apple I sau Apple-1, este un computer de birou lansat de Apple Computer Company (astăzi Apple Inc.) în 1976. A fost proiectat și construit manual de Steve Wozniak. Pentru a finanța producția acestor computere, Steve Jobs și-a vândut automobilul, un model VW Microbus, iar Steve Wozniak și-a vândut cu 500 de dolari computerul personal, un model HP-65. Computerele originale Apple I au fost cumpărate de Byte Shop și au fost vândute cu 666 de dolari bucata. Un număr de 175 de unități dintr-un total de 200 au fost vândute, iar cele rămase au fost distruse. Succesul lui Apple I a ajutat la perfecționarea celui de-al doilea model care deținea primele grafice color, fapt ce a ajutat compania să evolueze și să devină una dintre cele mai de succes din lume.